# およつ御寮人事件
およつ御寮人事件（およつごりょうにんじけん）は、元和5年（1619年）に江戸幕府が後水尾天皇の側近である公家6名を処罰した事件。最も重い責任を問われた権大納言・万里小路充房入道の名を採って万里小路事件（までのこうじじけん）とも称する。

## 概要
事件の前年である元和4年（1618年）、娘・和子の入内を進めていた江戸幕府2代将軍・徳川秀忠と御台所・江は、典侍・四辻与津子（お与津御寮人）が親王（賀茂宮）を生んだことを知って激怒、更に与津子が懐妊したと知った秀忠は元和5年（1619年）9月18日、与津子の振る舞いを宮中における不行跡であるとして和子入内を推進していた武家伝奏・広橋兼勝とともにこれを追及した。
権大納言・万里小路充房入道は監督責任を問われて丹波篠山藩に配流、与津子の実兄である四辻季継・高倉嗣良を豊後に配流、更に天皇側近の中御門宣衡・堀河康胤・土御門久脩を出仕停止にした。これに憤慨した後水尾天皇は退位しようとするが、江戸幕府の使者である藤堂高虎が天皇を恫喝、与津子の追放・出家と和子の入内を強要した。元和6年（1620年）6月18日に和子の入内が実現すると、これに満足した秀忠は、今度は処罰した6名の赦免・復職を命じる大赦を天皇に強要した。
禁中並公家諸法度11条には、関白や武家伝奏の指示に従わない公家を流罪に出来る規定が設けられていたが、秀忠は武家伝奏と結んでこの規定を行使した。また、これをきっかけに江戸幕府による朝廷に対する様々な干渉が行われるようになった。なお、与津子が産んだ賀茂宮は元和8年（1622年）に死去、元和5年6月に生まれた文智女王は寛永8年（1631年）に鷹司教平（権大納言・左大将）に嫁ぐが離縁、出家して大和に隠棲した。